# Молитва за Украину
«Молитва за Украину» (укр. Молитва за Україну) — торжественная песня, известная также под названием «Боже великий, единый, нам Украину храни» или как духовный гимн Украины. Написана в 1885 году. Автор музыки Николай Лысенко, слов Александр Конисский.
В некоторых общинах православных и католических церквей Украины существует традиция петь «Молитву за Украину» после службы, обычно со словами «Светом Христовой правды» (укр. «Світлом Христової правди») вместо строки «Светом науки и знания» (укр. Світлом науки і знання).

## Ноты

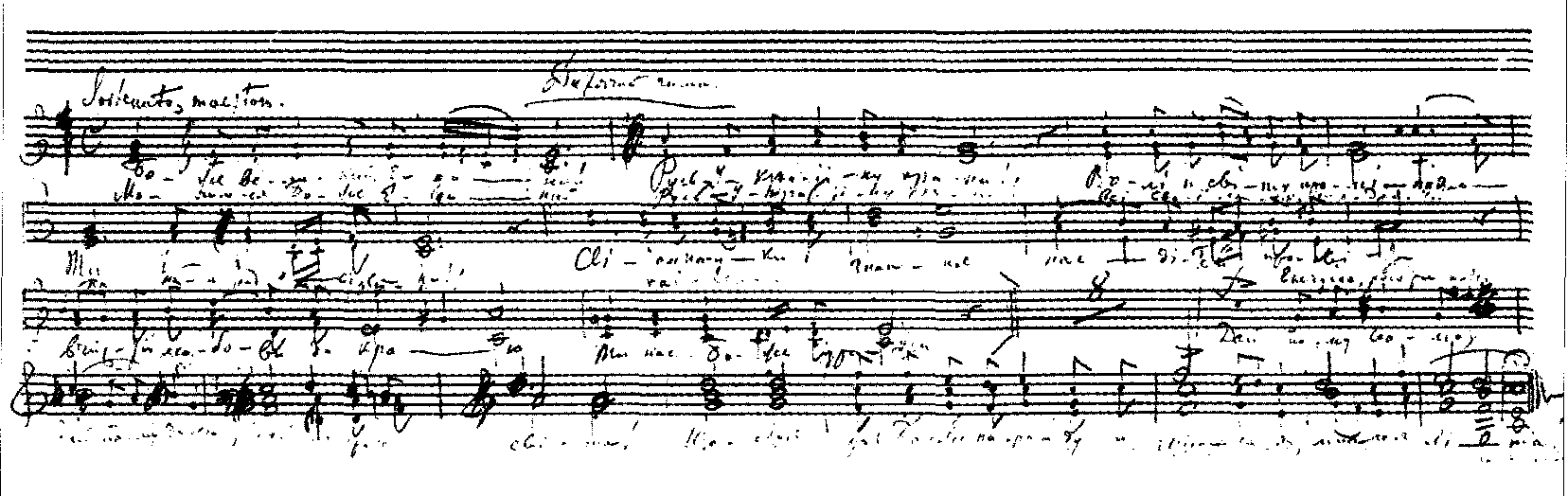
Автограф молитвы Н. Лысенко

|  |  |

## Текст

### Детский гимн
| Перевод Боже великий, единый, Русь-Украину храни, Воли и света лучами Ты её осени. Светом науки и знания Нас, детей, просвети, В чистой любви к краю, Ты нас, Боже, вырасти. Молимся, Боже единый, Русь-Украину храни, Все свои ласки-щедроты Ты на народ наш оберни. Дай ему волю, дай ему судьбу, Дай доброго мира, Счастья дай, Боже, народу И многих-многих лет. | Оригинал Боже великий, єдиний, Русь-Україну храни, Волі і світу промінням Ти її осіни. Світлом науки і знання Нас, дітей, просвіти, В чистій любові до краю, Ти нас, Боже, зрости. Молимось, Боже єдиний, Русь-Україну храни, Всі свої ласки-щедроти Ти на люд наш зверни. Дай йому волю, дай йому долю, Дай доброго світа, Щастя дай, Боже, народу І многая, многая літа. |  |